# Figli di Ivaldi
Nella Mitologia norrena i Figli di Ivaldi o Ívaldi sono una stirpe di nani-artigiani con la capacità di creare oggetti magici. Essi sono i creatori della lancia di Odino Gungnir, della chioma d'oro di Sif, della nave di Freyr Skíðblaðnir, della catena magica Gleipnir.